# هوغو أو. إنغلمان
هوغو أو. إنغلمان (بالإنجليزية: Hugo O. Engelmann)‏ هو عالم اجتماع وعالم إنسان أمريكي، ولد في 11 سبتمبر 1917 في فيينا في النمسا، وتوفي في 2 فبراير 2002.